# آفتاب‌پرست پرده‌دار
آفتاب‌پرست پرده‌دار یا آفتاب‌پرست یمنی (نام علمی: Chamaeleo calyptratus) یک گونه بزرگ از آفتاب‌پرست‌ها است که در کوه‌های یمن و عربستان سعودی یافت شده‌است. این حیوان همه‌چیزخوار است و غذای مورد علاقه آن حشرات است. این آفتاب‌پرست‌ها به هاوایی نیز وارد شده‌اند و به عنوان گونه مهاجم باعث آسیب به محیط زیست بومی این جزایر شده‌اند.